# HC Vítkovice Ridera
HC Vítkovice Ridera är en tjeckisk ishockeyklubb i Ostrava som bildades 1928. Klubben spelar i Extraliga, och har sina hemmamatcher i ČEZ Aréna. Klubben blev tjeckoslovakiska mästare 1952 och 1981.

## Tidigare klubbnamn
- 1928 – SSK (Sportovně společenský klub), sammanslagning av SK Moravská Slavia och SK Slovan Ostrava
- 1936 – ČSK (Český sportovní klub)
- 1945 – SK Vítkovické železárny
- 1948 – Sokol Vítkovické železárny
- 1952 – Baník Vítkovice
- 1957 – VŽKG Ostrava
- 1976 – TJ Vítkovice
- 1993 – HC Vítkovice
- 2005 – HC Vítkovice Steel
- 2016 – HC Vítkovice Ridera